# La Trinité nationaal natuurreservaat
Het La Trinité nationaal natuurreservaat (Frans: Réserve naturelle nationale de la Trinité) is een nationaal natuurreservaat in Frans-Guyana, Frankrijk. Het beschermd 760 km2 ongerept tropisch regenwoud in de gemeenten Saint-Élie en Mana.

## Overzicht
La Trinité is een geïsoleerd bos dat zeer moeilijk te bereiken is en waar goudzoekers niet actief zijn geweest. In 1996 werd besloten het gebied te beschermen als een intact ecosysteem en een referentiepunt voor de globale studie van tropische regenwouden. Het bevat bossen in berggebieden en vlaktes, en rotssavannes. Het gebergte bestaat uit tepuis (tafelbergen). De hoogste berg is de inselberg La Trinité met een hoogte van 460 meter.
In La Trinité zijn 57 soorten zoogdieren en meer dan 300 vogelsoorten geïdentificeerd. In 1992 werd een precolumbiaanse grotnederzetting ontdekt op de inselberg La Trinité die is gedateerd tussen 2500 en 1800 v.Chr. In 2011 werd een nieuwe vlindersoort van het geslacht Eulepidotis ontdekt op Roche Bénitier.
Het natuurreservaat is bijzonder moeilijk te bereiken. In 2011 is het onderzoekscentrum Aya geopend dat plaats biedt aan een tiental personen. Het is per helikopter te bereiken en ligt op een uur lopen van Roche Bénitier.